# 魚人
《魚人》是台灣歌手紀佳松的大碟，於在2011年3月25日開始預購，並在4月1日推出，由環球音樂發行，是其第二張國語專輯。

## 簡介
專輯選於的4月1日愚人節推出是為配合「愚人」的諧音－－《魚人》，封面及封底使用黑白色以凸顯孤獨及悲傷於本碟的角色。
碟中第一主打歌是《金魚的眼淚》，靈感來源於他一段10年的感情結束，以及不久以前的99天戀情。《金魚的眼淚》音樂錄影帶中，紀佳松與女主角有一段床戲，並且因為尺度問題而遭禁播，並花了一整天拍攝。
第二主打歌則是3月28日在I radio首播的《壞壞壞》。

## 曲目
| 曲序 | 曲名                                | 曲     | 詞                     | 編曲            | 主打歌排名 | 附註                                                                    |
| 01   | 壞壞壞（WHY WHY WHY）               | 紀佳松 | 李念和                 | 紀佳松、 呂紹淳 | 第二主打歌 | 運用藍調的曲風，想法由電影對白取得。                                    |
| 02   | 金魚的眼淚（The Tears of Goldfish） | 紀佳松 | 李念和                 | 紀佳松          | 第一主打歌 | 利用鋼琴搖滾（PIANO ROCK）闡釋他自己的感情。 八大戲劇台《春之戀》主題曲 |
| 03   | 目光（The Eyes of Love）            | 紀佳松 | 深白色 紀佳松（RAP詞） | 紀佳松          |            |                                                                         |
| 04   | 懂你的了解（Ragtime Piano）         | 紀佳松 | 徐世珍 司魚            | 黃雨勳          |            |                                                                         |
| 05   | 漂浮城（Dreamland）                 | 紀佳松 | 葛大為                 | 蔡庭貴          |            | 靈感來源於峇里島的天空海洋。                                            |
| 06   | 第一夫人（First Lady）              | 紀佳松 | 紀佳松 梁永泰          | 紀佳松          |            | 英語在這曲目中佔有絕大部分，在藍調中穿插中國風音樂。                    |
| 07   | 棉花田（Cotton Field）              | 紀佳松 | 鄭中庸                 | 紀佳松 小冷     |            | 專輯兩首民謠式的歌曲之一。                                              |
| 08   | 縫（Phone）                         | 紀佳松 | 紀佳松                 | 紀佳松          |            | 唯一一首他全面包辦曲詞編的曲目，另一首藍調。                              |
| 09   | 為難（Let go）                      | 紀佳松 | 李念和                 | 紀佳松 洪敬堯   | 第三主打歌 | 英倫搖滾，由著名編曲人洪敬堯協作。                                      |
| 10   | 羅勒白（Lullaby）                   | 紀佳松 | 李念和                 |                 |            | 由英語老歌《lullaby》催生的安眠歌。                                     |

## 逸事
在專輯出售前幾天（2011年3月28日），紀佳松於其微博上傳其惡搞其好友潘瑋柏的《全面通緝》MV，惹起雙方於微博上罵戰，其後在《魚人》出售日宣佈這是為《魚人》專輯宣傳而製造的愚人節活動。

## 唱片版本
- CD版

## 音樂錄影帶
| 歌名                              | 執導   | 首播日期      | 首播頻道 | 附註                     |
| --------------------------------- | ------ | ------------- | -------- | ------------------------ |
| 金魚的眼淚 （页面存档备份，存于） | 珍妮花 | 2011年3月30日 | MTV      | 完整版因尺度問題而遭禁播 |
| 壞壞壞                            | 珍妮花 | 2011年4月19日 | MTV      | 與林利霏合作             |
| 為難                              | 珍妮花 | 2011年4月25日 | MTV      |                          |

## 派台歌成績

### 台湾
| 年份 | 歌曲       | 幽浮 | Hito | MTV | Channel V |
| 2011 | 金魚的眼淚 | 1    | 6    | 3   | 19        |
|      | 壞壞壞     | 3    | 5    | -   | -         |
|      | 為難       | -    | 6    | 7   | -         |

(*)表示仍在榜上
粗體表示冠軍歌

### 香港
| 年份 | 歌曲       | 903 | TVB | 997 | RTHK |
| 2011 | 金魚的眼淚 | -   | ^   | -   | -    |

(*)表示仍在榜上
粗體表示冠軍歌
(^)代表由於TVB與包括其所屬環球唱片的四大唱片公司的版稅紛爭而並無派上TVB

### 新加坡
| 年份 | 歌曲       | YES933 | Radio1003 |
| 2011 | 金魚的眼淚 | -      | 11        |

(*)表示仍在榜上
粗體表示冠軍歌

### 马来西亚
| 年份 | 歌曲       | 988 |
| 2011 | 金魚的眼淚 | 13  |
|      | 壞壞壞     | 15  |

(*)表示仍在榜上
粗體表示冠軍歌

## 備註
1. ↑  魚人 Five Music - 五大唱片(5大唱片)[]，2011年3月25日 (五) 20:05 (UTC+8)查閱（繁體中文）
2. 1 2  . 騰訊網.   [2020-07-01]. （原始内容存档于2020-07-01）.
3. 1 2 3  紀佳松 〔魚人〕 - Sky Music （页面存档备份，存于），2011年3月25日 (五) 20:00 (UTC+8)查閱（繁體中文）
4. ↑  .   [2011-04-01]. （原始内容存档于2016-03-08）.
5. ↑  I radio電台3月27日錄音。
6. 1 2 3 4 5 6 7 8  資料來源於專輯文案。
7. ↑  紀佳松微博，2011年4月1日 (五) 18:00 (UTC+8)查閱（繁體中文）
8. ↑  潘瑋柏微博 （页面存档备份，存于），2011年4月1日 (五) 18:00 (UTC+8)查閱（繁體中文）